# Masoud Bakhtiari
 (avril 2019).
Masoud Bakhtiari (persan : مسعود بختیاری) de son vrai nom Bahman Alaeddin (persan : بهمن علاءالدین), né le 12 octobre 1940 à Masjed Soleyman et mort le 3 novembre 2006 à Karaj, était un auteur, compositeur et interprète iranien. Il est considéré comme le plus grand chanteur en langue bakhtiari.

## Biographie
Bahman Alaeddin est né le 12 octobre 1940 à Masjed Soleyman, dans une famille bakhtiari traditionnelle. Il est issu de la tribu Behdārvand de la branche Haft Lang. En 1945, en raison de la mutation de son père, il déménage avec sa famille à Lali. En 1949, alors que la première école primaire Ferdowsi est établie dans la ville de Lali, il s'écrit à l'école puis continue au collège et au lycée de cette ville. En 1957, après le départ à la retraite de son père, il retourne avec sa famille à Masjed Soleiman et reprend ses études jusqu'en 1961 au lycée Amir Kabir, année, où il obtient baccalauréat.
Après avoir terminé ses études secondaires, Bahman Alaeddin commence à enseigner dans l'éducation nationale et ce jusqu'à l'âge de la retraite. En 1971, à côté de son métier d'enseignant, il commence sa collaboration avec Radio Ahvaz et le musicien de santour Mansour Ghanadpour (persan : منصور قنادپور) et continue jusqu'à la révolution de 1979, en produisant des œuvres en persan et en bakhtiari.
Il reste silencieux après la révolution jusqu'à sa rencontre avec Ata Jangouk (persan : عطا جنگوک). Bien que Jangouk n'était pas bakhtiari de naissance, il l'était en termes de culture, étant né à Lar dans le sud de la province du Fars où un important brassage avec la culture bakhtiari existe.
En 1986 sort son premier disque Māl Kanon (persan : مال‌کَنون), (signifiant transhumance en lori), et connaît un succès retentissant, et selon certains critiques de musique, il est l'une des œuvres les plus réussies de la musique traditionnelle en Iran. La deuxième et dernière collaboration d'Aladdin avec Ata Jangouk, six ans plus tard, sur l'album Hey Jār (persan : هِی‌جار) connaît également un grand succès, sans connaitre celui de son premier disque .
Bahman Alaeddin ne s'est jamais marié et, après avoir pris sa retraite en 2000, part habiter auprès de la famille de sa sœur à Karaj. Après une longue période de maladie des reins et une opération de la vessie, il décède d'une insuffisance cardiaque le matin du 3 novembre 2006. À l'annonce de sa mort, de nombreux messages de sympathie lui sont adressés par la communauté bakhtiaris d'Iran et de l'étranger.
Le corps de Bahman Aladdin repose auprès des artistes iraniens renommés tels que Gholam Hossein Banan, Morteza Hannaneh, Nematollah Aghasi, Delkash et Houshang Golshiri dans l'Emamzadeh Taher à Karaj.

## Thèmes
Le naturalisme est très présent dans les œuvres de Bahman Aladdin. Ses chansons évoquent le plus souvent la vie des nomades bakhtiaris en harmonie avec la nature avec comme thèmes comme la lune, le soleil, les étoiles, les nuages, la pluie, le feu, les montagnes.

## Discographie
- 1986 : Māl Kanon (persan : مال‌کَنون)
- 1992: Hey Jār (persan : هِی‌جار)
- 1994: Taraz (persan : تاراز)
- 1996: Bar Aftaw (persan : بَراَفتَو)
- 1998: Āstāreh (persan : آستارَه)
- 2005: Behig (persan : بَهیگ)